# 콜레스테릴 에스터

콜레스테릴 에스터의 일종인 콜레스테롤 올레이트의 구조

콜레스테릴 에스터(영어: cholesteryl ester) 또는 콜레스테롤 에스터는 지질의 한 종류이며, 콜레스테롤의 에스터이다. 에스터 결합은 지방산의 카복시기와 콜레스테롤의 하이드록시기 사이에 형성된다. 콜레스테릴 에스터는 소수성이 증가하기 때문에 물에 대한 용해도가 낮다. 에스터는 한 개 이상의 –OH 기(하이드록시기)가 –O–알킬기(알콕시기)로 치환됨으로써 형성된다. 콜레스테릴 에스터는 이자의 효소인 콜레스테롤 에스터레이스에 의해 가수분해되어 콜레스테롤 및 유리 지방산을 생성한다. 콜레스테롤 에스터는 죽상경화증과 관련이 있다.

## 같이 보기
- 콜레스테롤
- 콜레스테릴 에스터 수송 단백질
- 리소좀 산성 라이페이스 결핍증
- 레시틴-콜레스테롤 아실트랜스퍼레이스